# Beata Lubecka
Beata Lubecka (ur. 1976) – polska dziennikarka radiowa i telewizyjna.

## Kariera zawodowa
Pracowała w Radiu Łódź jako spikerka. Za namową kolegów przeszła do RMF FM, w którym od stycznia 1997 r. do 2001 r. kierowała łódzkim oddziałem, gdy Krajowa Rada Radiofonii i Telewizji przyznała koncesję stacji, jednak bez możliwości nadawania programów lokalnych. Z czasem przeniosła się do Warszawy, kontynuując pracę w rozgłośni. Od sierpnia 2006 r. pracowała jako reporterka Radia Zet. Następnie, w sierpniu 2008 r., związała się ze stacją Polsat News zostając reporterką polityczną. W grudniu 2009 r. przeszła z Polsat News do programu „Wydarzenia” w Polsacie jako reporterka polityczna. We wrześniu 2016 r., po 16 latach przerwy, powrócił program „Śniadanie w Radiu Zet”. Nadawały go wspólnie Radio Zet i Polsat News. Lubecka reprezentowała stację telewizyjną, a Łukasz Konarski radiową. W styczniu 2017 r. stacje zakończyły współpracę i „Śniadanie w Radiu Zet” zastąpiono „Śniadaniem w Polsat News”. Lubecka pozostała gospodynią programu. W styczniu 2017 r. została również prowadzącą programu „Gość Wydarzeń", nadawanego codziennie po głównym programie informacyjnym w telewizji Polsat. We wrześniu 2018 r. zakończyła współpracę z telewizją Polsat. Powróciła, po 10 latach, do Radia Zet – została prowadzącą poranne rozmowy z politykami w programie „Gość Radia Zet”. 29 sierpnia 2022 roku zastąpił ją Bogdan Rymanowski, zaś dziennikarka zaczęła prowadzić program „Popołudniowy Gość Radia Zet” o godzinie 17:02. W kwietniu 2024 r. została jedną ze współprowadzących programu o nazwie Stan wyjątkowy na portalu internetowym Onet.pl, była nią do lutego 2025.
W 2020 r. nominowano ją do nagrody dziennikarskiej Grand Press w kategorii „wywiad” za rozmowę z aktywistą LGBT Margot Szutowicz z kolektywu Stop Bzdurom. Stanisław Skarżyński, wydawca „Gościa Radia Zet” w latach 2010–2016, na znak protestu wobec tej nominacji zapowiedział zwrócenie się o wykreślenie go spośród nagrodzonych. Do wywiadu odniosła się również Kampania Przeciw Homofobii, nazywając wywiad transfobicznym. W efekcie organizatorzy Grand Press wycofali rozdanie nagród w kategorii wywiad za rok 2020. Jednocześnie Radio Zet zapowiedziało przeprowadzenie szkolenia ze słownictwa i wiedzy o osobach LGBTQ+ dla pracowników.